# FANTASTICS from EXILE TRIBE
FANTASTICS from EXILE TRIBE(일본어: ファンタスティックス・フロム・エグザイル・トライブ, 이전 이름: Fantastics)는 LDH (기업)가 결성하고 관리하는 9인조 일본 남성 댄스 및 보컬 그룹이다. 이 그룹은 EXILE과 관련된 집단 EXILE TRIBE의 일부이며 에이벡스 그룹의 음반사 리듬존과 계약을 맺었다. FANTASTICS는 2018년 12월 5일 데뷔했다.

## 음반
- Fantastic 9
- Fantastic Voyage
- Fantastic Rocket